# Episinus bimucronatus
Episinus bimucronatus là một loài nhện trong họ Theridiidae.
Loài này thuộc chi Episinus. Episinus bimucronatus được Eugène Simon miêu tả năm 1895.